# Hu Haoran
Hu Haoran (* 28. September 1998) ist ein chinesischer Leichtathlet, der sich auf den Speerwurf spezialisiert hat.

## Sportliche Laufbahn
Erste internationale Erfahrungen sammelte Hu Haoran im Jahr 2023, als er bei den Asienspielen in Hangzhou mit einer Weite von 75,41 m den fünften Platz im Speerwurf belegte. 2025 belegte er bei den Asienmeisterschaften in Gumi mit 80,93 m Rang sechs.
2023 wurde Hu chinesischer Meister im Speerwurf.